# Тентексай (Туркестанская область)
Тентексай (каз. Тентексай) — село в Келесском районе Туркестанской области Казахстана. Входит в состав Бозайского сельского округа. Находится примерно в 72 км к западу от районного центра, города Келес. Код КАТО — 515441300.

## Население
В 1999 году население села составляло 698 человек (339 мужчин и 359 женщин). По данным переписи 2009 года, в селе проживали 544 человека (275 мужчин и 269 женщин).